# Ácido oleico
O ácido oleico é um ácido carboxílico, por possuir um grupo funcional COOH. O ácido oleico é um ácido graxo de cadeia longa possuindo 18 carbonos na sua estrutura. Por possuir uma dupla ligação entre os carbonos é chamado de ácido graxo monoinsaturado. Os ácidos graxos são uma classe de compostos orgânicos que constituem os lipídeos, os quais são vitais na construção da membrana celular, estando presente na epiderme, o qual protege e faz parte da barreira da pele evitando a sua desidratação, por perda de água transepidérmica. O ácido oleico é um ácido graxo (ômega 9), o qual participa do nosso metabolismo, desempenhando um papel fundamental na síntese dos hormônios. Encontra-se nas gorduras de vários animais e plantas. A sua fórmula é CH3(CH2)7CH=CH(CH2)7COOH. O seu ponto de fusão é de 13-14 °C. É um óleo incolor e inodoro, embora as amostras comerciais possam ser ligeiramente amareladas. A sua ligação dupla é cis-isomérica. O seu isómero com a ligação trans é designado por ácido elaídico, e a reacção que transforma os isómeros cis em trans é designada por elaidinização.

## Distribuição
A trioleína, um triglicérido que possui três ácidos oleicos esterificados, é o principal componente do azeite, embora o azeite virgem também contenha pequenas quantidades (<2,0%) de ácido oleico livre, e em concentrações elevadas o azeite não seria comestível. Representa também 59 a 75% do óleo de noz-pecã (género Carya). 36-67% de óleo de amendoim, 15-20% de óleo de semente de uva, Hippophae e sementes de sésamo, 14% de óleo de semente de planta dormente (Papaver somniferum). É também abundante em gorduras animais e pode ser encontrado em 37 a 56% das gorduras de frango e peru,  e 44 a 47% em carne de porco banha.
O ácido oleico é o ácido gordo mais abundante no tecido adiposo humano.

### Feromona de inseto
Os corpos em decomposição de vários insetos emitem ácido oleico, assim como as abelhas e as formigas Pogonomyrmex, que é um sinal que desencadeia os instintos dos membros vivos da colónia para se livrarem do cadáver, evacuando-o da colmeia ou do ninho. Se uma abelha viva ou uma formiga for sufocada com ácido oleico, será arrastada pelos outros e evacuada como se estivesse morta. A perceção do cheiro a ácido oleico pode também sinalizar perigo para os insetos vivos, fazendo com que evitem locais onde outros morreram de doenças ou onde os predadores se escondem.

## Aparência
O ácido oleico, quando purificado e bi-destilado, apresenta-se na forma líquida na temperatura ambiente, sendo um líquido incolor a levemente amarelado. O ácido oleico se solidifica com o abaixamento da temperatura, sendo que se torna sólido na temperatura de 14° - 16°C . Por possuir uma cadeia grande lipofilica, o ácido oleico e insolúvel em água e solúvel em solventes orgânicos e óleos vegetais. Quando exposto ao ar ou ao calor se torna amarelo e rançoso, como em gorduras animais. No óleo de oliva (azeite) a sua concentração chega ser cima de 70%. Também está presente em alta concentração no óleo de sementes de uva, óleo canola, óleo de gergelim, óleo de girassol, óleo de soja, óleo de palma, óleo da polpa de macaúba (63-65%) e em animais marinhos, como o tubarão e bacalhau.

## Obtenção
O ácido oleico é obtido a partir da hidrólise da gordura animal e de certos óleos vegetais (óleo de oliva, palma, uva, etc) onde, após a separação da glicerina, ele é submetido a uma destilação sob alto vácuo e separados por cristalização fracionada da estearina, através do abaixamento da temperatura. Para se obter uma oleína altamente pura ela deve ser bidestilada e fracionada até se chegar na concentração acima de 95%.

## Aplicação
O ácido oleico é muito utilizado como aditivo em base de sabões e sabonetes, para dar lubricidade e emoliência. É muito empregado em cremes e emulsões cosméticas pelas suas propriedades emolientes e para recompor a oleosidade em peles ressecadas e com problemas de escamação. É usado em bronzeadores e produtos solares e pós solares devido a sua capacidade de proteção e regeneração da pele dos danos e queimaduras causados pelos raios solares.

## Benefício
O ácido oleico é um ácido graxo, ômega 9, o qual participa do nosso metabolismo, desempenhando um papel fundamental na síntese dos hormônios.